# Принц од Велса
Принц од Велса (енгл. Prince of Wales, вел. Tywysog Cymru) је титула која се традиционално додјељује престолонасљедницима Уједињеног Краљевства  и 15 краљевстава Комонвелта. Садашњи носилац ове титуле је Вилијам, принц од Велса, најстарији син краља Чарлса III.
Његова супруга као титулу учтивости може користити назив „принцеза од Велса”. Садашња принцеза од Велса је Кетрин Мидлтон.
Принц од Велса не мора бити монархов син, већ било која особа која је престолонасљедник. Међутим, ова титула се може додијелити само сталним престолонасљедницима (енгл. Heir apparent) који не могу изгубити право на престо рођењем пречег члана династије. На примјер, кћерка монарха која је прва у линији насљедства је престолонасљедник (енгл. Heir presumptive), али ако монарх у међувремену добије легитимног сина, он постаје нови стални престолонасљедник (енгл. Heir apparent).